# Moczyły
Moczyły (Duits: Schillersdorf) is een dorp in de Poolse woiwodschap West-Pommeren. De plaats maakt deel uit van de gemeente Kołbaskowo (Powiat Policki).